# Ичня
И́чня (укр. І́чня) — город в Прилукском районе Черниговской области Украины, административный центр Ичнянской городской общины. До 17 июля 2020 года был административным центром Ичнянского района.

## Происхождение названия
Этот город назван по реке Иченька (Ичень). Название реки происходит от татарского içen «питьё».

## Географическое положение
Расположен на реке Иченька. От Чернигова в 154 км по ж/д путям и в 135 км по автодорогам.

## История
Первые сведения о поселении относятся к XIV веку.
В XIV-XVI веках Ичня находилась под властью Великого княжества Литовского, в середине XVI века получила статус городка.
После Люблинской унии 1569 года Ичня в составе Речи Посполитой. С 1590 года Ичней владел князь К. Вишневецкий.
После начала восстания Хмельницкого население города поддержало восставших и в 1648—1649 годах Ичня являлась административным центром Ичнянского полка.
В 1649 году Ичнянский полк вошёл в состав Прилуцкого полка, после чего Ичня стала сотенным городком Прилуцкого полка.
В 1657—1658 годы население Ични участвовало в восстании М. Пушкаря и Я. Барабаша.
В 1666 году в Ичне возведена ратуша. Вероятно в это же время был построен Ичнянский замок.
В ходе Северной войны, в 1708—1709 гг. жители города участвовали в борьбе против шведских войск Карла XII.
В 1748 году в Ичне 20 дворов принадлежало князю Н. Саакадзе, 119 дворов — прилуцкому полковнику Г. Галагану. Городок имел  винокурню, 6 водяных мельниц и кирпичный завод. Часть ичнянцев приняла участие в гайдамацком движении в составе отряда С. Гаркуши после того, как в 1784 он останавливался в городке.
По состоянию на 1788 год в Ичне проходили три ежегодные ярмарки (в первую неделю Великого Поста, в первую неделю Петрова поста, и 20 июля (по старому стилю)), на которых окольные жители торговали хлебом, разным скотом, съестными припасами, деревянной посудой и прочей крестьянской мелочью. Также собирались торжки каждые понедельник и пятницу.
С XVIII века Ичня известна как центр керамического творчества, здесь изготавливали расписные изразцы, посуду, глиняные игрушки (фигурки баранов, лошадей, птиц и др.).
Есть на карте конца 18 века.
В ходе Отечественной войны 1812 года казаки Ични в составе черниговского полка сражались против наполеоновских войск.
В начале XIX века помещик Г. Галаган основал в местечке суконную мануфактуру, а также сахарный, 2 винокуренных, кирпичный и селитровый заводы.

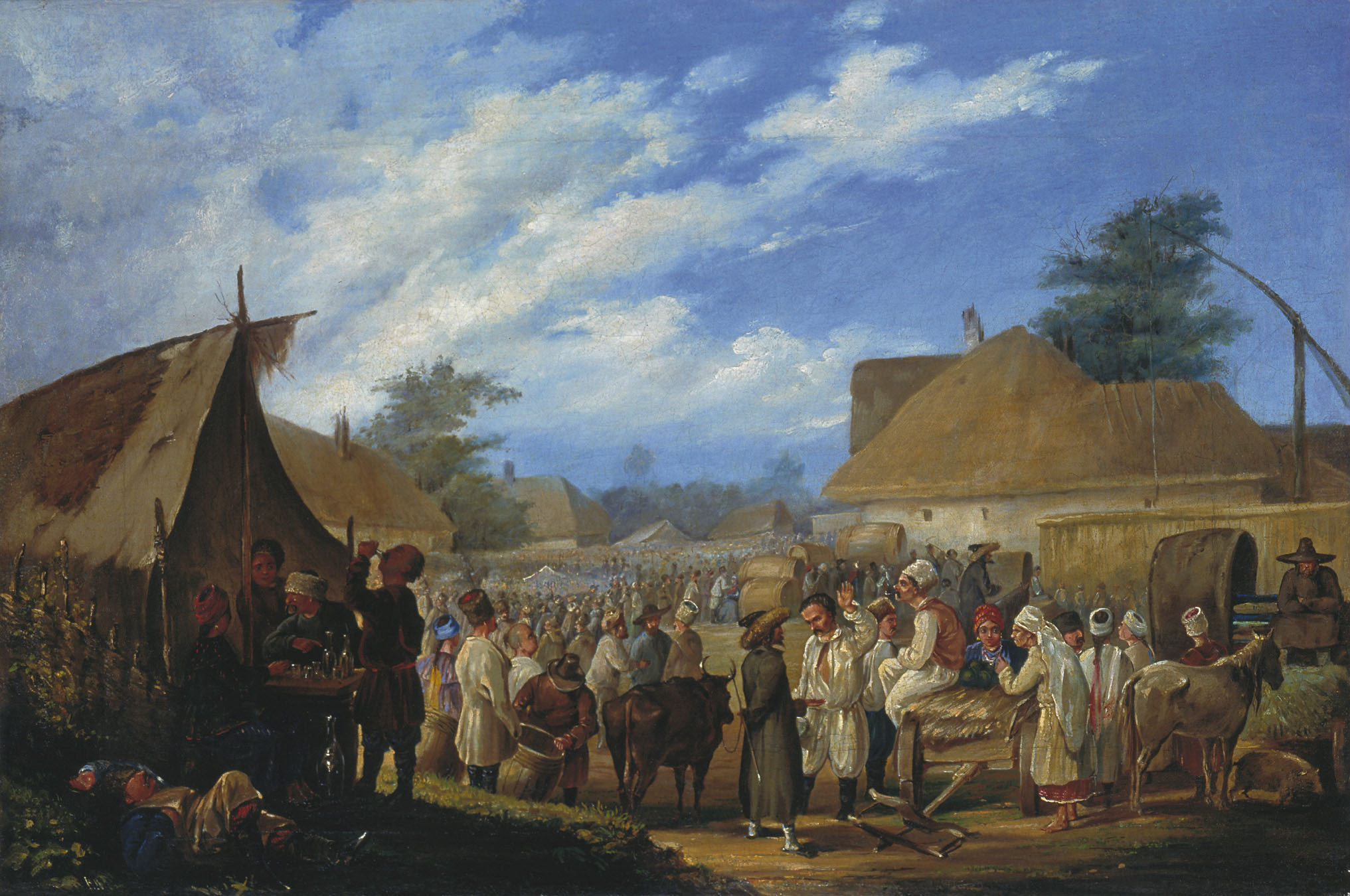
В. И. Штернберг. Ярмарка в Ичне

Во время реформы 1861 года состоялись крестьянские выступления. В том же году Ичня стала волостным центром Борзнянского уезда.
Во второй половине XIX века в Ичне возникли ткацкие промыслы.
В 1870-х годах Ичня была местом деятельности народников.
В 1894 году через город прошла железнодорожная линия «Круты — Ичня — Прилуки».
В 1904 году численность населения составляла 9,8 тыс. человек, здесь действовали ректификационный, винокуренный и мыловаренный заводы, двухклассная министерская школа, земская школа, сельская библиотека-читальня, мужская и женская больницы, регулярно проходили базары и ярмарки, имелось 4 православные церкви — Воскресенская, Преображенская, Успенская (1889) и Николаевская (1879).
В 1905 году здесь произошли крестьянские волнения.
В 1908 году основано Ичнянское высшее начальное училище.
В январе 1918 года в городке была установлена Советская власть.
В ходе гражданской войны в конце ноября 1919 года за станцию Ичня шли ожесточённые бои между РККА и ВСЮР, в которых отличился 393-й стрелковый полк РККА (в результате действий которого здесь был захвачен бронепоезд ВСЮР).
После создания в 1923 году Ичнянского района Ичня стала районным центром.
К 1924 году в Ичне действовало 6 государственных, 19 кооперативных, 57 частных предприятий.
В 1940 году в Ичне прошла выставка произведений народных мастеров художественной керамики и резьбы по дереву.
После начала Великой Отечественной войны 14 сентября 1941 года Ичня была захвачена наступавшими немецкими войсками. В период оккупации в городе и районе действовали партизаны отряда под командованием И. Е. Попко и из отрядов партизанского соединения А. Ф. Фёдорова.
15-17 сентября 1943 года Ичня была освобождена 12-м гвардейским воздушно-десантным стрелковым полком 4-й гвардейской воздушно-десантной дивизии РККА.
В 1957 году посёлок городского типа Ичня получил статус города, в 1961 году здесь открылся историко-краеведческий музей.
В 1971 году население города составляло 13,7 тыс. человек, здесь действовали спиртовой завод, тарный завод, консервный завод, завод по производству сухого молока и кирпичный завод.
По состоянию на 1980 год, в городе действовали спиртовой завод, тарный завод, комбикормовый завод, консервный завод, завод по производству сухого молока и масла, филиал Прилукской фабрики художественных изделий, райсельхозтехника, дом быта, 5 общеобразовательных школ, музыкальная школа, больница, Дом культуры, кинотеатр, две библиотеки и исторический музей.
В январе 1989 года численность населения составляла 13 632 человек, основой экономики являлись предприятия пищевой промышленности.
В мае 1995 года Кабинет министров Украины утвердил решение о приватизации находившегося в городе АТП-17439, в июле 1995 года было утверждено решение о приватизации райсельхозтехники, завода продовольственных товаров и ПМК № 85.
9 октября 2018 года начался пожар с детонацией боеприпасов на 6-м арсенале вооружённых сил Украины недалеко от города, разминирование местности от взрывоопасных предметов в 16-километровой зоне (в которой оказалась и Ичня) продолжалось до 15 октября 2018 года.

## Современное состояние
Основой экономики являются Ичнянское хлебоприёмное предприятие, завод по производству сухого молока и Ичнянский молочно-консервный комбинат.
Также, в городе находится 12-й государственный пожарно-спасательный пост ГСЧС (2 автомашины и 18 человек личного состава).

## Население
По состоянию на 1 января 2013 года численность населения составляла 11 587 человек.

### Языковой состав
Родной язык населения по данным переписи 2001 года:
| Язык       | Численность, чел. | Доля     |
| ---------- | ----------------- | -------- |
| Украинский | 12 282            | 97,39 %  |
| Русский    | 313               | 2,48 %   |
| Другое     | 16                | 0,13 %   |
| Итого      | 12 611            | 100,00 % |

## Религия
- Воскресенская церковь
- Ичня, Церковь Спаса Преображения
- Церковь Климента и Мартина Римских

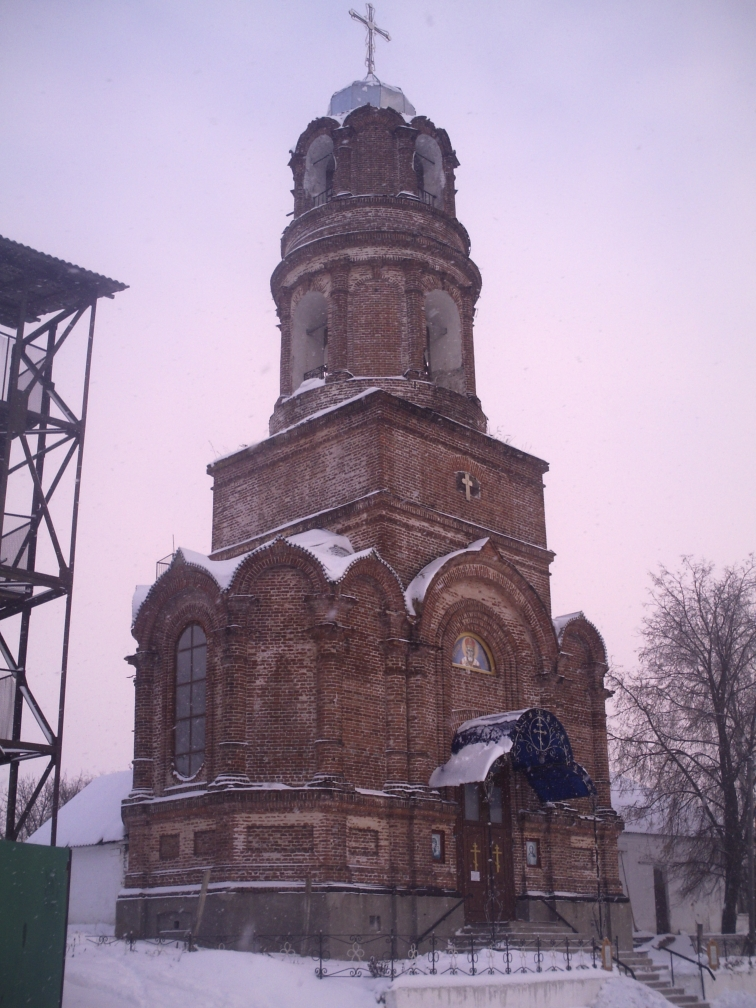
Церковь Святого Николая

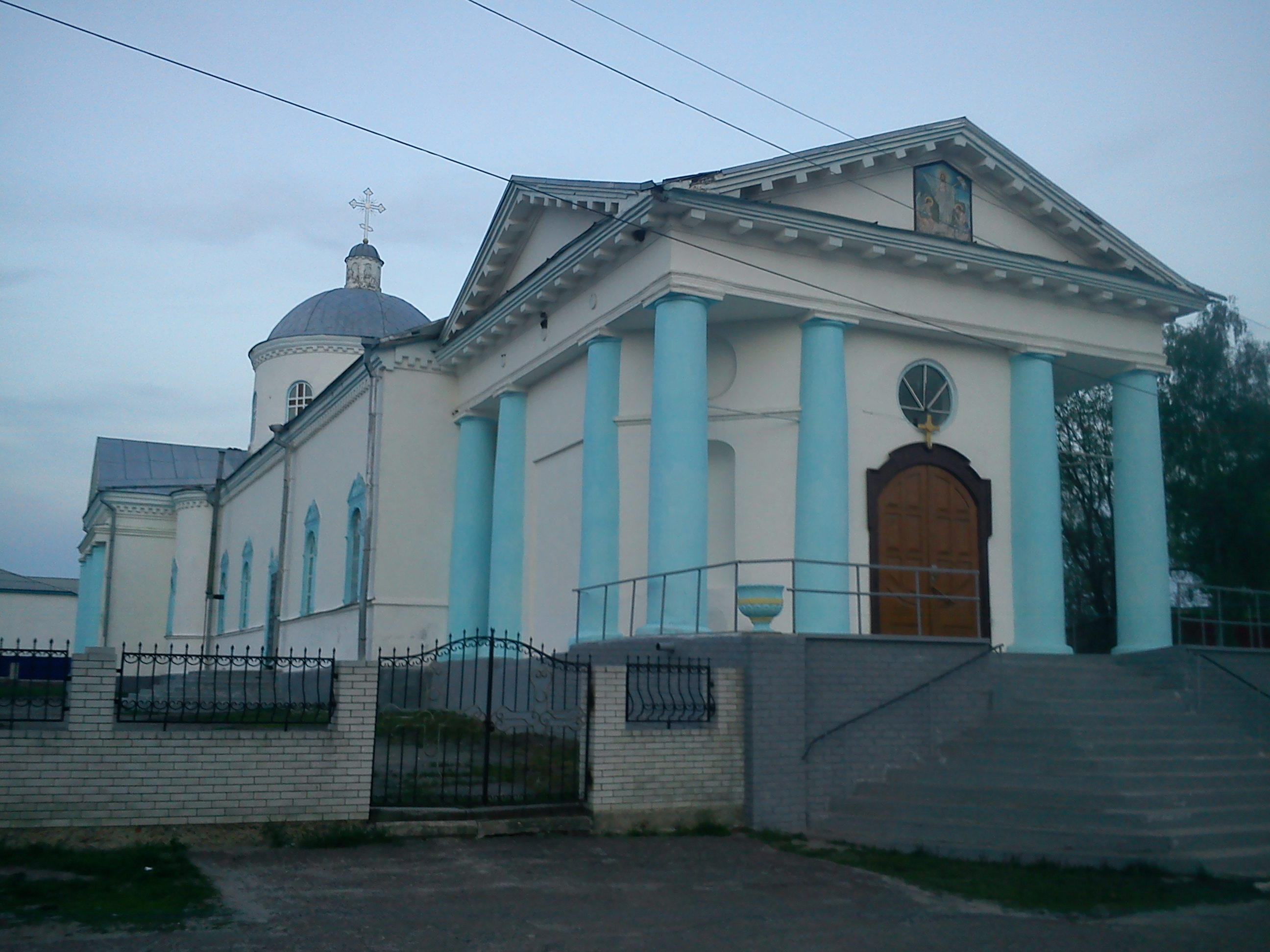
Воскресенская церковь

- Церковь святого Николая

## Уроженцы
- Васильченко, Степан Васильевич;
- Чумак, Василий Григорьевич — украинские и советские писатели.
- Мартос, Иван Петрович — русский скульптор-монументалист.
- Станислав Гаврилович Марынчык — украинский писатель, режиссёр и киносценарист.
- Нестор (Сапсай) — епископ Петропавловский и Камчатский.
- Негода, Алексей Игнатьевич — полковник, Герой Советского Союза.
- Половко, Анатолий Михайлович — советский и российский учёный, автор первой отечественной книги по теории надёжности.
- Шафиркин Соня — американская писательница и издатель, супруга американского писателя Говарда Лавкрафта.
- Шевченко, Виталий Фёдорович — советский и украинский журналист, политик.
- Мирошниченко, Григорий Кузьмич — советский военачальник, генерал-майор.
- Гузь, Александр Николаевич — выдающийся украинский ученый и организатор науки.

## Достопримечательности
Дом купцов Воробьёвых — памятник истории местного значения.

Скульптурный бюст И.П. Мартоса в Ичне.
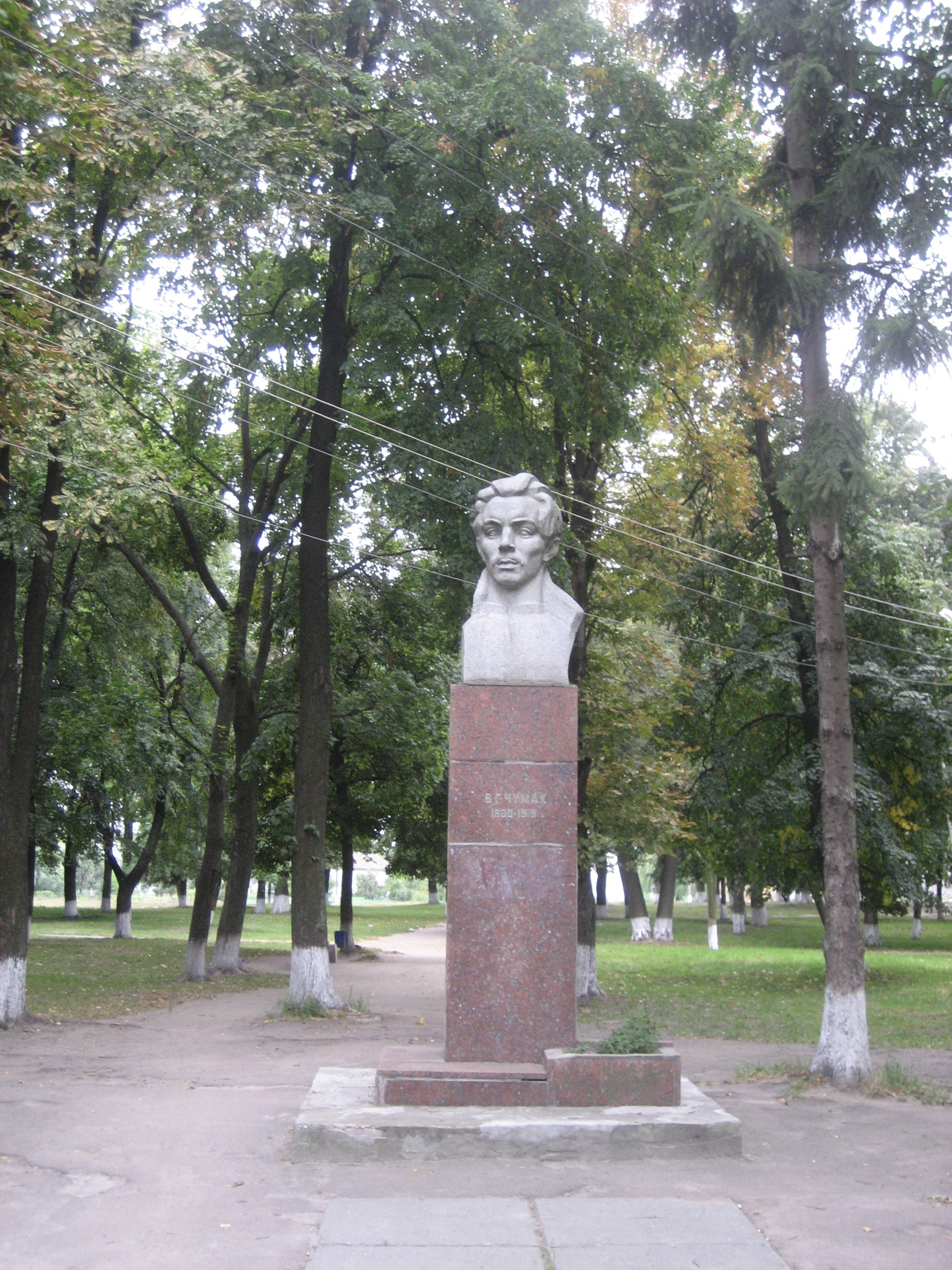
Скульптурный бюст В.Г. Чумака в Ичне.
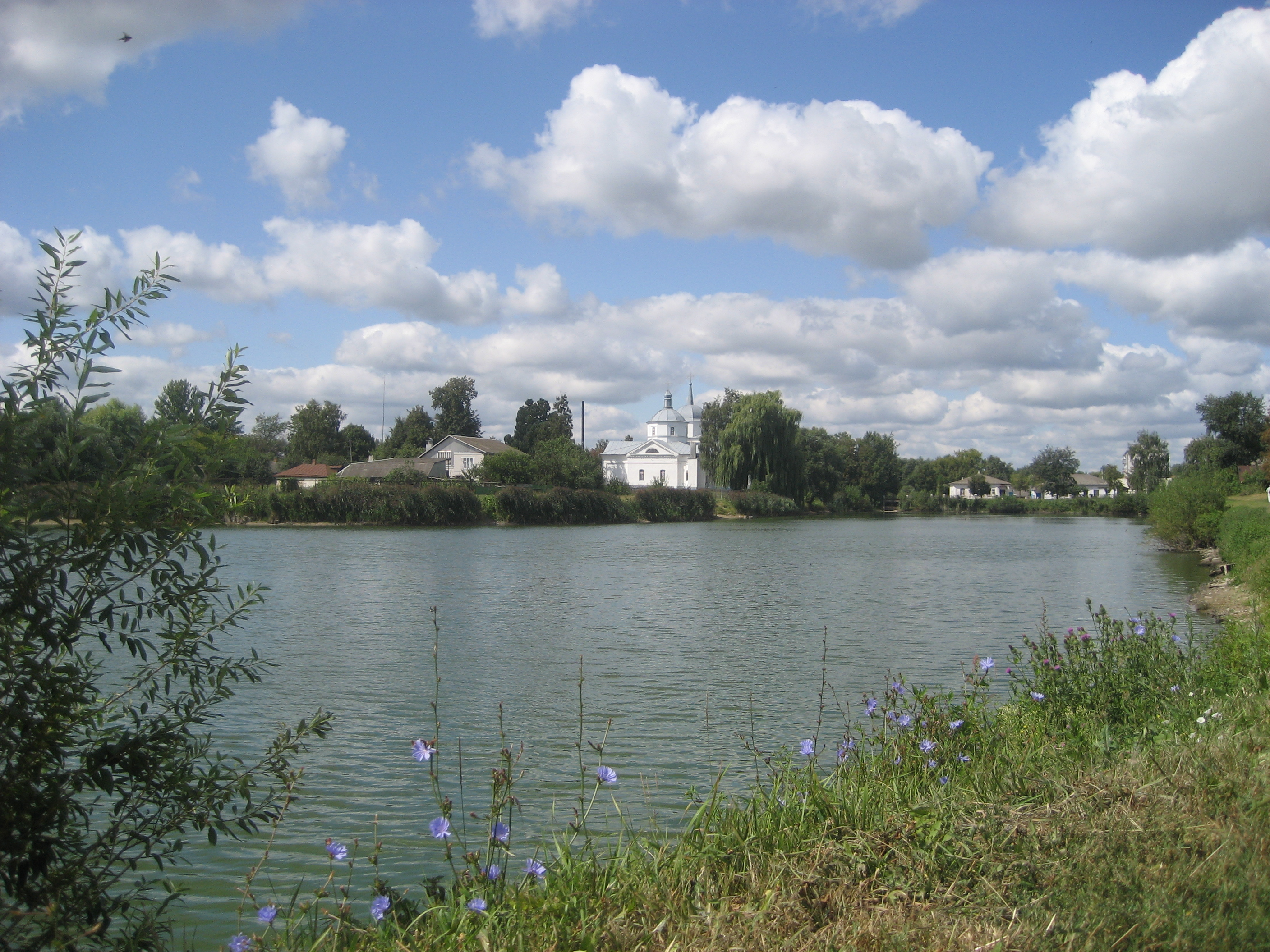
г.Ичня. Пруд на реке Иченька.